# Auguste Blanqui
(Motto rivoluzionario di Blanqui)
Louis-Auguste Blanqui (Puget-Théniers, 8 febbraio 1805 – Parigi, 1º gennaio 1881) è stato un rivoluzionario, attivista e politico francese, considerato uno degli esponenti di spicco del socialismo utopistico, orientato verso tendenze comuniste, fu il fondatore del movimento del blanquismo che da lui appunto prese il nome. Per aver trascorso, dal 1831 al 1879, complessivamente trentasei anni e cinque mesi in prigione, ci si riferisce a lui come all'Enfermé (il Recluso).

## Biografia
Nacque da una famiglia benestante (il padre Jean-Dominique, di origine italiana, era il sotto-prefetto di Puget-Théniers) che gli diede l'opportunità di studiare legge e medicina. Fervente repubblicano, contribuì alla caduta del re Carlo X di Francia nel 1830, durante la Rivoluzione di luglio; aderì poi alla Carboneria francese fondando gli Amis du peuple (1831) poi la Société des droits de l'homme (1833) e in seguito la Société des familles nella quale fu trovata polvere pirica durante un'ispezione e Blanqui fu condannato a due anni di carcere.
Era diventato nel frattempo socialista. Con l'amnistia del 1836 riuscì a tornare in attività e fondò la Société des saisons con la quale, nel maggio del 1839, partecipò all'organizzazione di un'insurrezione che gli costò la condanna a morte, commutata in ergastolo, da cui però fu graziato nel 1847. Partecipò ai moti del 1848 in cui tentò un nuovo colpo di Stato contro il re Luigi Filippo. Aderì con Armand Barbès alla Société républicaine, ma fu nuovamente arrestato e condannato alla deportazione in Africa, da dove tornò con l'amnistia del 1859 per essere nuovamente arrestato nel 1861.
Dichiaratamente ateo, fu membro della Massoneria.
Riuscì a sottrarsi alla legge andando in esilio in terra belga dove continuò incessantemente la propria azione di propaganda politica, fondando i periodici "Candide" e "La patrie en danger". Rientrato in Francia nel 1870, dopo la caduta di Napoleone III e la sconfitta francese nella guerra franco-prussiana, diresse per pochi giorni un governo provvisorio. Per aver partecipato all'occupazione, durata poche ore, dell'Hôtel de Ville, il 31 ottobre 1870, fu condannato in contumacia e arrestato, su ordine del presidente Adolphe Thiers, il giorno prima che fosse proclamata la Comune di Parigi (di cui si interessò lo studio profondo di Karl Marx), cioè il 17 marzo 1871, a Bretenoux dove si era rifugiato perché malato. Eletto dal XVIII e dal XIX arrondissement, la Comune cercò di ottenerne il rilascio attraverso uno scambio di prigionieri, ma Versailles respinse ogni tentativo. Nel 1872 Blanqui fu processato e condannato con altri comunardi alla deportazione, pena poi commutata nel carcere a vita.
Fu amnistiato nel 1879 ormai vecchio e malato, a soli due anni dalla scomparsa.
Dopo la sua ultima carcerazione, durata otto anni, Blanqui pubblicò, nel biennio 1880-1881, il giornale "Ni Dieu ni maître", potente organo di estrema sinistra, dal titolo esplicitamente programmatico ("Né Dio né padrone") tanto da diventare un motto di alcuni comunisti. La sua visione politica avrebbe influenzato fortemente il pensiero operaio, quello socialista e quello comunista dell'Ottocento, al cui interno si sarebbe sviluppata una vera e propria corrente ispirata al pensiero di Blanqui (ossia il blanquismo).
Uomo d'azione più che elaboratore di teorie, egli era convinto che il proletariato potesse creare una società di liberi e di uguali solo mediante un'insurrezione armata guidata da una piccola minoranza ben organizzata e decisa ad imporre la propria dittatura del proletariato (fu il primo ad elaborare questo concetto, poi ripreso da Marx e Engels).
Blanqui dedicò la sua intera esistenza a questa causa, senza lasciarsi scoraggiare né dall'esilio né dalle pene carcerarie cui fu ripetutamente condannato.
Blanqui fu stimato anche dal giovane Mussolini, allora socialista rivoluzionario, che usò un detto del pensatore francese come motto per le prime edizioni del Popolo d'Italia: "Chi ha del ferro ha del pane".  Fu precursore del bolscevismo di Pëtr Tkačëv e del suo sodale Sergej Nečaev, oltre ad aver ispirato i Demoni di Dostoevskij.

## Opere

### L'Eternité par les astres

#### I temi e gli aspetti filosofici
Nell'opera L'Eternité par les astres Blanqui analizza la possibilità dell'esistenza di dimensioni parallele infinite che necessariamente portano all'idea di infiniti nostri doppi che ripeteranno o varieranno i nostri gesti. Questi temi, che saranno cari a Borges, o a Escher, per certi versi appartengono anche agli aspetti più teorici della fantascienza. Lo stesso tipo di riflessione però considerato nella diacronia e non nella sincronia porta verso i concetti di eterno ritorno di Nietzsche.

## Bibliografia

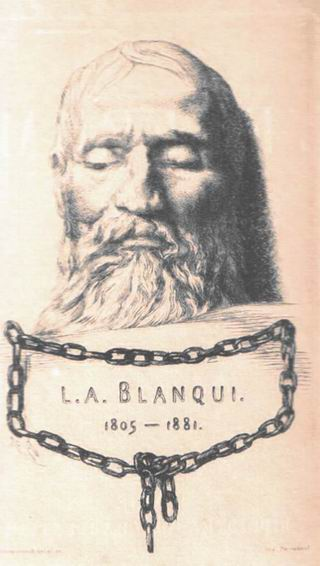
Tomba di Auguste Blanqui